# Lev Sedov

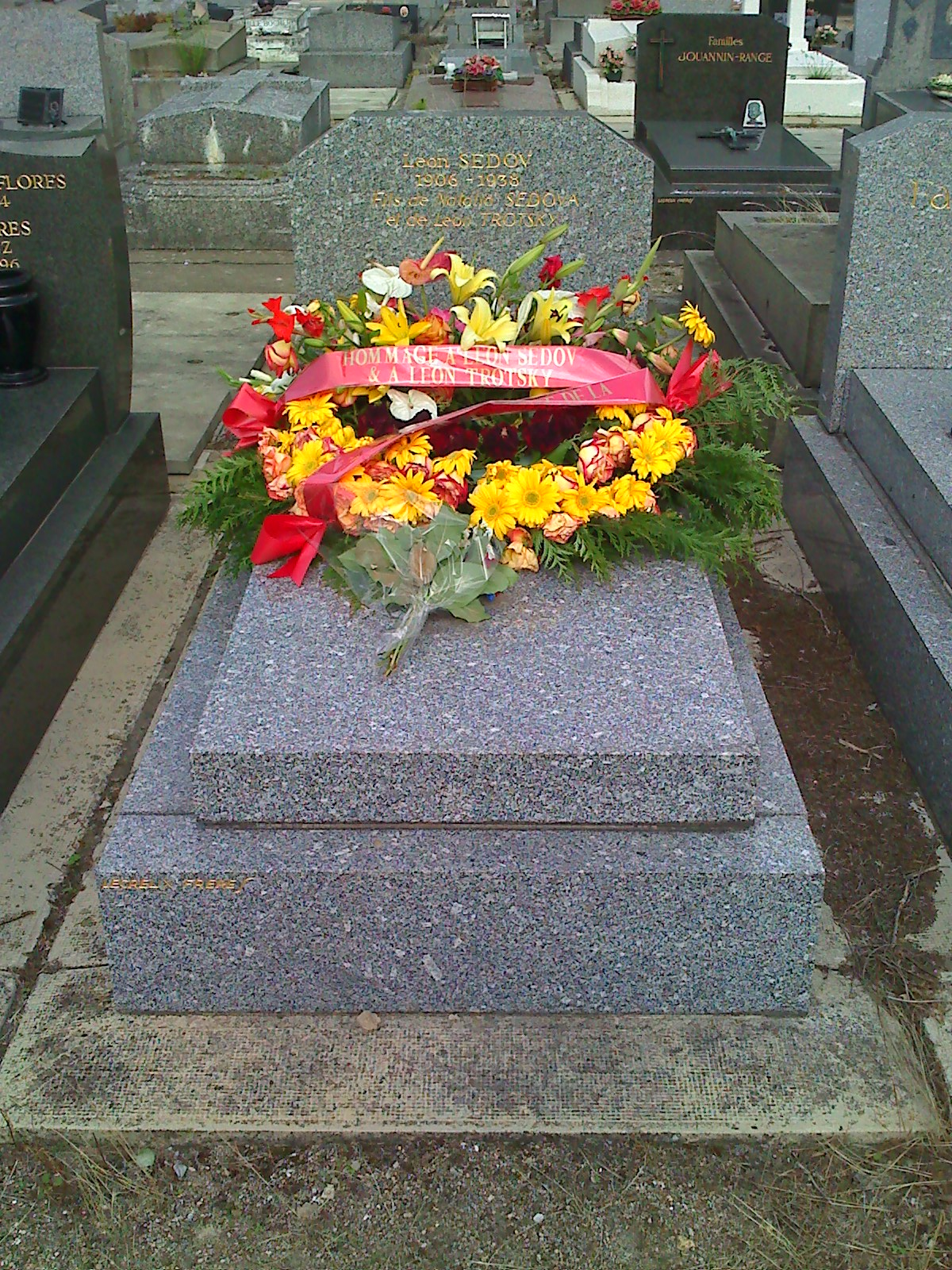
Tumba de Lev Sedov en Thiais, cerca de París.

Lev Lvóvich Sedov (en ruso: Лев Львович Седов) (San Petersburgo; 24 de febrero de 1906 - París; 16 de febrero de 1938) fue uno de los hijos del líder comunista Lev Trotski y de su segunda mujer Natalia Sedova. Lev Sedov nació cuando su padre estaba en prisión por haber liderado el Sóviet de San Petersburgo en la Revolución Rusa de 1905.
Vivió de forma separada de sus padres después de la Revolución de Octubre, para no ser considerado como un privilegiado. Más tarde, apoyó a su padre en su lucha contra  Stalin y se convirtió en líder del movimiento trotskista.
Sedov acompañó a su padre al exilio en 1928, luego se mudó a Berlín y después a París, donde fue un importante militante del movimiento trotskista. Murió en circunstancias misteriosas, probablemente envenenado, mientras estaba en un hospital para ser operado de apendicitis. En 1956, un agente estalinista, Mark Zborovski, quién se declaró camarada y amigo de Sedov, testificó en Estados Unidos que informó al GPU de la entrada de Sedov en el hospital bajo un nombre falso.
El trabajo político más importante de Lev Sedov es The Red Book on the Moscow Trials (1936).

## Obras del autor
- http://www.marxists.org/espanol/sedov/index.htm, Archivo en español.